# Eupithecia subbrunneata
Eupithecia subbrunneata är en fjärilsart som beskrevs av Karl Dietze 1904. Eupithecia subbrunneata ingår i släktet Eupithecia och familjen mätare. Inga underarter finns listade i Catalogue of Life.